# Bahamy na Letnich Igrzyskach Olimpijskich 1972
Bahamy na Letnich Igrzyskach Olimpijskich 1972 reprezentowało 20 zawodników, 19 mężczyzn i 1 kobietę.

## Skład kadry

### Boks
Mężczyźni
- Garry Davis

waga półśrednia – 17. miejsce
- Nat Knowles

waga średnia – 9. miejsce

### Kolarstwo
Mężczyźni
- Jefrey Burnside

sprint – odpadł w pierwszej rundzie eliminacyjnej
- Lawrence Burnside

1000 m – 30. miejsce

### Lekkoatletyka
Mężczyźni
- Mike Sands

bieg na 100 m – odpadł w 1 rundzie eliminacyjnej
bieg na 200 m – odpadł w 1 rundzie eliminacyjnej
- Kevin Johnson

bieg na 100 m – odpadł w 1 rundzie eliminacyjnej
bieg na 200 m – odpadł w 1 rundzie eliminacyjnej
- Walter Callander

bieg na 100 m – odpadł w 1 rundzie eliminacyjnej
- Franklin Rahming

bieg na 400 m – odpadł w 1 rundzie eliminacyjnej
- Danny Smith

bieg na 110 m przez płotki – odpadł w 1 rundzie eliminacyjnej
- Harry Lockhart, Mike Sands, Danny Smith, Walter Callander

sztafeta 4 x 100 m – 20. miejsce
- Tim Barrett

trójskok – 27. miejsce
Kobiety
- Claudette Powell

bieg na 100 m – odpadła w pierwszej rundzie eliminacyjnej

### Żeglarstwo
Mężczyźni
- Durward Knowles i Montague Higgs

star – 13. miejsce
- Christopher McKinney, David Kelly, Godfrey Kelly

dragon – 19. miejsce
- Percy Knowles, Bobby Symonette, Craig Symonette

dragon – 25. miejsce